# Centro de día
Los centros de día son instalaciones especializadas en la tercera edad, donde un grupo de profesionales se dedica a la prevención, tratamiento y cuidado de las personas mayores. Los mayores pueden continuar en sus casas, pasando las noches y fines de semana, de este modo no existe una desvinculación total con su ambiente de referencia, su entorno, ya que no se encuentran en situaciones de total dependencia. Los centros de día podrían considerarse el eslabón intermedio entre la total independencia del mayor y la estancia en residencias. Constituyen un factor importante para mejorar la calidad de vida, ralentizando síntomas propios de la edad. 
En los centros de día las personas mayores pueden no solo aprender cosas nuevas, sino re-aprender las cosas que olvidan y por supuesto mejorar de la mano de sus equipos profesionales, encargados de cubrir las principales áreas de cuidado en salud física y mental de los mayores.
El primer centro de día público en España fue el del centro de mayores de San Sebastián de los Reyes, en 1991, bajo la dirección de Luis Apesteguía Díaz, denominándose Servicio Especial Geriátrico, posteriormente Servicio de Estancias Diurnas" para tomar la denominación común actual de Centros de Día.

## Recursos humanos
Los profesionales que dan servicio en los centros de día son:
- Equipo médico
- Licenciados en gerontología
- Enfermería
- Auxiliares de geriatría
- Fisioterapeuta
- Terapeuta ocupacional
- Psicólogo
- Neuropsicólogo
- Pedagogo
- Trabajador social
- Educador/a Social
- Etcétera

## Servicios ofrecidos
Existe un desconocimiento por parte de la sociedad española de lo que es un centro de día, mucha gente lo define como un lugar de ocio, un lugar donde se tiene entretenido al mayor. Sin embargo, un centro de día de mayores aporta mucho más que eso, es un lugar donde la tercera edad va a recibir tratamientos a sus patologías o prevención de envejecimiento para mantener y mejorar su calidad de vida, así como la de sus familiares, pues tan importante es tratar al mayor como a su familia, explicándoles, informándoles y haciéndoles partícipes en el cuidado y mejora del mayor.
Hoy en día, existe una amplia oferta de servicios para los mayores en los centros de día. Durante las horas en las que éstos permanecen en el centro pueden asistir a talleres de manualidades, charlas sobre temas de interés, cursos de cocina, fisioterapia o rehabilitación y terapias dirigidas a la mejora de su motricidad o agilidad mental. Entre estas últimas cabe destacar el buen resultado de las terapias con perros, que son cada vez más utilizadas en España tanto en los centros de día como en las residencias para mayores y cuya eficacia se ha comprobado en los últimos años. En esta línea, muchos centros ofrecen sesiones de musicoterapia, que ayuda a las personas mayores a mejorar su orientación y concentración, así como a desarrollar sus habilidades verbales. 
Asimismo, también es habitual que el centro de día ofrezca otros servicios adicionales como el transporte adaptado entre el centro de día y el domicilio del usuario, o la gestión de las posibles subvenciones y ayudas a la ley de dependencia.  
Por otro lado, hoy en día existen centros especializados en el tratamiento de enfermedades degenerativas, como el alzheimer, y cuentan con terapias específicas para estas enfermedades.
De forma similar a la oferta asistencial de las residencias, en los centros de día se ofrecen servicios de podología o peluquería. 
Excursiones, visitas de corta duración a lugares cercanos al centro o encuentros intergeneracionales son otras de las actividades a las que pueden acceder los usuarios de estos centros. Asimismo, ponen a su disposición el servicio de comedor o cafetería, ya que pasan en el centro gran parte de la jornada.
Un centro de día, por tanto, es una opción a tener en cuenta para prevenir, mejorar y aumentar la calidad de vida de la tercera edad, sin olvidarnos que ello lleva implícita también la mejora en el estilo de vida de los familiares.
Tomar la decisión de acudir a un centro de día que pueda liberarnos y dejarnos algo más de tiempo con el que reponer fuerzas y que nos permita hacerlo con la plena seguridad de que nuestro familiar estará en buenas manos, es la manera de terminar entre otros síntomas, con el agotamiento, el estrés o la falta de sueño. Tampoco es especialmente necesario explicar con detalle a qué puede llevarnos la falta de sueño; buena parte de los conflictos familiares se desencadenan fácilmente cuando alguno de los miembros no ha dormido las horas necesarias.
Además, los centros de día suelen ofrecer actividades gratuitas sobre aportaciones para la salud y el bienestar en la tercera edad, se recomienda averiguar en el centro de día de su comunidad, es importante poder asistir a estas actividades para saber que se hace en un centro de día.